# خانه مدیر الملک
خانه مدیر الملک مربوط به اواخر دوره قاجار است و در کرمان، خیابان زریسف واقع شده و این اثر در تاریخ ۷ مهر ۱۳۸۱ با شمارهٔ ثبت ۶۱۱۹ به‌عنوان یکی از آثار ملی ایران به ثبت رسیده است.